# 不对称碳原子
不对称碳（asymmetric carbon、也称为手性碳）是连有四种不同的原子或基团的碳原子。含有不对称碳的有机化合物的最大立体异构体数目可以按下面的方式计算：
若n是化合物中的不对称碳原子的数目，则最大立体异构体数目 = 2n
例如，苹果酸的四个碳原子中有一个是不对称的。这个不对称碳原子连接有两个碳原子，一个氧原子和一个氢原子。尽管这个碳原子连接着的两个都是碳原子，但因为这两个碳原子所属的基团不同，因此这个碳原子仍然是不对称的。
有两个不对称碳原子的丁糖有22 = 4个立体异构体；
有三个不对称碳原子的戊糖有23 = 8个立体异构体；
有四个不对称碳原子的己醛糖有24 = 16个立体异构体；
以丁糖为例，4个立体异构体可以分为两组，每一组内的两个立体异构体互为镜像，它们分别称为同一种糖的左旋和右旋异构体。不能与自身的镜像重合的分子称为具有手性。